# Liste der Nummer-eins-Hits in Österreich (2022)
Dies ist eine Liste der Nummer-eins-Hits in Österreich im Jahr 2022. Sie basiert auf den Top 75 der österreichischen Charts bei den Singles und bei den Alben. Mit Beginn des Jahres wurde das Chartdatum umgestellt auf das Veröffentlichungsdatum der Chartlisten beim ORF: Die Chartwoche beginnt damit jeweils an dem Dienstag, der auf die ausgewertete Woche folgt.

## Singles
| ← 2021 ← | Liste der Nummer-eins-Hits in Österreich | Liste der Nummer-eins-Hits in Österreich  | Liste der Nummer-eins-Hits in Österreich | 2023 → |
| \| Zeitraum \| Wo. ges. \| Interpret \| Titel Autor(en) \| Zusätzliche Informationen \| \| (Zeitraum, Wochen auf Platz eins, Interpret, Titel, Autor[en], zusätzliche Informationen) \| \| \| \| \| \| ----------------------------------------------------------------------------------------- \| -------- \| ----------------------------------------- \| -------------------------------------------------------------------------------------------------------------------------------------------------------------------------- \| -------------------------------------------------------------------------------------------------------------------------------------------------------------------------------------------------------------------------------------------------------------------------------------------------------------------------------------------------------------------------------------------------------------------------- \| \| 4. Januar 2022 – 10. Januar 2022 1 Woche (insgesamt 7) \| 7 \| Wham! \| Last Christmas George Michael \| In seiner 103. Chartwoche und 38 Jahre nach seiner Erstveröffentlichung schafft es der Weihnachtsklassiker erstmals auf Platz eins der österreichischen Charts. Für Wham! ist es zudem der erste Nummer-eins-Hit, 36 Jahre nach Auflösung der Band und fünf Jahre nach Bandmitglied George Michaels Tod. \| \| 11. Januar 2022 – 14. März 2022 9 Wochen \| 9 \| Gayle \| Abcdefu Sara Elizabeth Davis, David Bruce Pittenger, Taylor Gayle Rutherfurd \| Mit neun Wochen an der Chartspitze ist Abcdefu in dieser Hinsicht der erfolgreichste Nummer-eins-Hit des Jahres. \| \| 15. März 2022 – 4. April 2022 3 Wochen \| 3 \| Miksu/Macloud & T-Low \| Sehnsucht Barsky, Laurin Auth, Joshua Allery, Sizzy, Thilo Panje \| Für Miksu / Macloud ist es bereits der zweite Nummer-eins-Hit in den österreichischen Charts. T-Low steht zum ersten Mal an der Spitze. \| \| 5. April 2022 – 11. April 2022 1 Woche \| 1 \| Jala Brat & Buba Corelli feat. RAF Camora \| Criminal Jala Brat, Buba Corelli, RAF Camora \| Für RAF Camora ist es bereits der zwölfte Nummer-eins-Hit in den österreichischen Charts. Damit baut er seinen Erfolg weiter aus, der österreichische Interpret mit den meisten Nummer-eins-Hits im eigenen Land sowie der Interpret mit den zweitmeisten Nummer-eins-Hits zu sein. Nur Capital Bra befand sich häufiger auf der Spitzenposition. Jala Brat und Buba Corelli stehen jeweils zum ersten Mal auf Platz eins. \| \| 12. April 2022 – 2. Mai 2022 3 Wochen \| 3 \| Harry Styles \| As It Was Harry Edward Styles, Thomas Edward Percy Hull, Tyler Sam Johnson \| – \| \| 3. Mai 2022 – 9. Mai 2022 1 Woche \| 1 \| T-Low & Miksu/Macloud \| We Made It Joshua Allery, Laurin Auth, Barsky, Thilo Panje, Dominik Patrzek, Sizzy \| Für Miksu / Macloud ist es bereits der dritte Nummer-eins-Hit in den österreichischen Charts sowie der zweite im Jahr 2022. T-Low steht zum zweiten Mal an der Spitze sowohl im Jahr 2022 als auch insgesamt. \| \| 10. Mai 2022 – 4. Juli 2022 8 Wochen \| 8 \| Luciano \| Beautiful Girl Gennaro Frenken, Patrick Großmann, Dennis Atuahene Opoku \| Für Luciano ist es nach 2CB (mit RAF Camora) bereits der zweite Nummer-eins-Hit in den österreichischen Charts. \| \| 5. Juli 2022 – 29. August 2022 8 Wochen \| 8 \| DJ Robin & Schürze \| Layla Michael Müller, Robin Leutner \| – \| \| 30. August 2022 – 12. September 2022 2 Wochen \| 2 \| Nina Chuba \| Wildberry Lillet Wanja Bierbaum, Justin Fröhlich, Yannick Johannknecht, Nina Katrin Kaiser \| – \| \| 13. September 2022 – 3. Oktober 2022 3 Wochen \| 3 \| Makko & Miksu/Macloud \| Nachts wach Joshua Allery, Timothy Auld, Laurin Auth, Christoph Makowski, Matthäus Mendo Campoverde, Jonas Michel, Dominik Patrzek, Christopher Plowman, Benedikt Schöller \| Für Miksu/Macloud ist es bereits der vierte Nummer-eins-Hit in den österreichischen Charts sowie der dritte im Jahr 2022. Makko steht zum ersten Mal an der Spitze. \| \| 4. Oktober 2022 – 7. November 2022 5 Wochen \| 5 \| Luciano feat. Aitch & Bia \| Bamba Harrison Armstrong, Gennaro Frenken, Patrick Großmann, Bianca Miquela Landrau, Dennis Atuahene Opoku \| Für Luciano ist es bereits der dritte Nummer-eins-Hit in den österreichischen Charts sowie der zweite im Jahr 2022. Aitch und Bia stehen jeweils zum ersten Mal an der Spitze. \| \| 8. November 2022 – 28. November 2022 3 Wochen \| 3 \| Sam Smith feat. Kim Petras \| Unholy Omer Fedi, James Napier, Kim Petras, Ilya Salmanzadeh, Blake Slatkin, Sam Smith, Henry Russell Walter \| Kim Petras ist die erste Transperson, die einen Nummer-eins-Hit in Österreich verbuchen konnte. \| \| 29. November 2022 – 26. Dezember 2022 4 Wochen (insgesamt 16) \| 16 \| Mariah Carey \| All I Want for Christmas Is You Walter N. Afanasieff, Mariah Carey \| – \| |                                          |                                           | | |
| ← 2021 |                                          |                                           | | → 2023 → |
| Zeitraum | Wo. ges.                                 | Interpret                                 | Titel Autor(en) | Zusätzliche Informationen |
| (Zeitraum, Wochen auf Platz eins, Interpret, Titel, Autor[en], zusätzliche Informationen) |                                          |                                           | | |
| 4. Januar 2022 – 10. Januar 2022 1 Woche (insgesamt 7) | 7                                        | Wham!                                     | Last Christmas George Michael | In seiner 103. Chartwoche und 38 Jahre nach seiner Erstveröffentlichung schafft es der Weihnachtsklassiker erstmals auf Platz eins der österreichischen Charts. Für Wham! ist es zudem der erste Nummer-eins-Hit, 36 Jahre nach Auflösung der Band und fünf Jahre nach Bandmitglied George Michaels Tod. |
| 11. Januar 2022 – 14. März 2022 9 Wochen | 9                                        | Gayle                                     | Abcdefu Sara Elizabeth Davis, David Bruce Pittenger, Taylor Gayle Rutherfurd                                                                                               | Mit neun Wochen an der Chartspitze ist Abcdefu in dieser Hinsicht der erfolgreichste Nummer-eins-Hit des Jahres. |
| 15. März 2022 – 4. April 2022 3 Wochen | 3                                        | Miksu/Macloud & T-Low                     | Sehnsucht Barsky, Laurin Auth, Joshua Allery, Sizzy, Thilo Panje | Für Miksu / Macloud ist es bereits der zweite Nummer-eins-Hit in den österreichischen Charts. T-Low steht zum ersten Mal an der Spitze. |
| 5. April 2022 – 11. April 2022 1 Woche | 1                                        | Jala Brat & Buba Corelli feat. RAF Camora | Criminal Jala Brat, Buba Corelli, RAF Camora | Für RAF Camora ist es bereits der zwölfte Nummer-eins-Hit in den österreichischen Charts. Damit baut er seinen Erfolg weiter aus, der österreichische Interpret mit den meisten Nummer-eins-Hits im eigenen Land sowie der Interpret mit den zweitmeisten Nummer-eins-Hits zu sein. Nur Capital Bra befand sich häufiger auf der Spitzenposition. Jala Brat und Buba Corelli stehen jeweils zum ersten Mal auf Platz eins. |
| 12. April 2022 – 2. Mai 2022 3 Wochen | 3                                        | Harry Styles                              | As It Was Harry Edward Styles, Thomas Edward Percy Hull, Tyler Sam Johnson                                                                                                 | – |
| 3. Mai 2022 – 9. Mai 2022 1 Woche | 1                                        | T-Low & Miksu/Macloud                     | We Made It Joshua Allery, Laurin Auth, Barsky, Thilo Panje, Dominik Patrzek, Sizzy                                                                                         | Für Miksu / Macloud ist es bereits der dritte Nummer-eins-Hit in den österreichischen Charts sowie der zweite im Jahr 2022. T-Low steht zum zweiten Mal an der Spitze sowohl im Jahr 2022 als auch insgesamt. |
| 10. Mai 2022 – 4. Juli 2022 8 Wochen | 8                                        | Luciano                                   | Beautiful Girl Gennaro Frenken, Patrick Großmann, Dennis Atuahene Opoku | Für Luciano ist es nach 2CB (mit RAF Camora) bereits der zweite Nummer-eins-Hit in den österreichischen Charts. |
| 5. Juli 2022 – 29. August 2022 8 Wochen | 8                                        | DJ Robin & Schürze                        | Layla Michael Müller, Robin Leutner | – |
| 30. August 2022 – 12. September 2022 2 Wochen | 2                                        | Nina Chuba                                | Wildberry Lillet Wanja Bierbaum, Justin Fröhlich, Yannick Johannknecht, Nina Katrin Kaiser                                                                                 | – |
| 13. September 2022 – 3. Oktober 2022 3 Wochen | 3                                        | Makko & Miksu/Macloud                     | Nachts wach Joshua Allery, Timothy Auld, Laurin Auth, Christoph Makowski, Matthäus Mendo Campoverde, Jonas Michel, Dominik Patrzek, Christopher Plowman, Benedikt Schöller | Für Miksu/Macloud ist es bereits der vierte Nummer-eins-Hit in den österreichischen Charts sowie der dritte im Jahr 2022. Makko steht zum ersten Mal an der Spitze. |
| 4. Oktober 2022 – 7. November 2022 5 Wochen | 5                                        | Luciano feat. Aitch & Bia                 | Bamba Harrison Armstrong, Gennaro Frenken, Patrick Großmann, Bianca Miquela Landrau, Dennis Atuahene Opoku                                                                 | Für Luciano ist es bereits der dritte Nummer-eins-Hit in den österreichischen Charts sowie der zweite im Jahr 2022. Aitch und Bia stehen jeweils zum ersten Mal an der Spitze. |
| 8. November 2022 – 28. November 2022 3 Wochen | 3                                        | Sam Smith feat. Kim Petras                | Unholy Omer Fedi, James Napier, Kim Petras, Ilya Salmanzadeh, Blake Slatkin, Sam Smith, Henry Russell Walter                                                               | Kim Petras ist die erste Transperson, die einen Nummer-eins-Hit in Österreich verbuchen konnte. |
| 29. November 2022 – 26. Dezember 2022 4 Wochen (insgesamt 16) | 16                                       | Mariah Carey                              | All I Want for Christmas Is You Walter N. Afanasieff, Mariah Carey | – |

## Alben
| ← 2021 ← | Liste der Nummer-eins-Alben in Österreich | Liste der Nummer-eins-Alben in Österreich | Liste der Nummer-eins-Alben in Österreich | 2023 →                    |
| \| Zeitraum \| Wo. ges. \| Interpret \| Titel \| Zusätzliche Informationen \| \| (Zeitraum, Wochen auf Platz eins, Interpret, Titel, zusätzliche Informationen) \| \| \| \| \| \| ------------------------------------------------------------------------------ \| -------- \| ---------------------------------------- \| ---------------------------------- \| ------------------------- \| \| 4. Januar 2022 – 10. Januar 2022 1 Woche (insgesamt 4) \| 4 \| ABBA \| Voyage \| – \| \| 11. Januar 2022 – 17. Januar 2022 1 Woche (insgesamt 3) \| 3 \| Adele \| 30 \| – \| \| 18. Januar 2022 – 24. Januar 2022 1 Woche \| 1 \| Daniela Alfinito \| Löwenmut \| – \| \| 25. Januar 2022 – 31. Januar 2022 1 Woche \| 1 \| Wiener Philharmoniker / Daniel Barenboim \| Neujahrskonzert 2022 \| – \| \| 1. Februar 2022 – 7. Februar 2022 1 Woche \| 1 \| Nockis \| Ich will dich \| – \| \| 8. Februar 2022 – 14. Februar 2022 1 Woche \| 1 \| Edmund \| Fein \| – \| \| 15. Februar 2022 – 21. Februar 2022 1 Woche \| 1 \| Falco \| The Sound of Musik \| – \| \| 22. Februar 2022 – 28. Februar 2022 1 Woche \| 1 \| Katja Krasavice \| Pussy Power \| – \| \| 1. März 2022 – 7. März 2022 1 Woche \| 1 \| Fantasy \| Lieder unseres Lebens \| – \| \| 8. März 2022 – 14. März 2022 1 Woche \| 1 \| Casper \| Alles war schön und nichts tat weh \| – \| \| 15. März 2022 – 21. März 2022 1 Woche \| 1 \| Sabaton \| The War to End All Wars \| – \| \| 22. März 2022 – 28. März 2022 1 Woche \| 1 \| Ghost \| Impera \| – \| \| 29. März 2022 – 4. April 2022 1 Woche \| 1 \| Semino Rossi \| Heute hab ich Zeit für dich \| – \| \| 5. April 2022 – 11. April 2022 1 Woche \| 1 \| Placebo \| Never Let Me Go \| – \| \| 12. April 2022 – 9. Mai 2022 4 Wochen \| 4 \| Red Hot Chili Peppers \| Unlimited Love \| – \| \| 10. Mai 2022 – 30. Mai 2022 3 Wochen (insgesamt 8) \| 8 \| Rammstein \| Zeit \| – \| \| 31. Mai 2022 – 6. Juni 2022 1 Woche (insgesamt 2) \| 2 \| Harry Styles \| Harry’s House \| – \| \| 7. Juni 2022 – 20. Juni 2022 2 Wochen (insgesamt 8) \| 8 \| Rammstein \| Zeit \| – \| \| 21. Juni 2022 – 27. Juni 2022 1 Woche \| 1 \| BTS \| Proof \| – \| \| 29. Juni 2022 – 4. Juli 2022 1 Woche \| 1 \| Andreas Gabalier \| Ein neuer Anfang \| – \| \| 5. Juli 2022 – 25. Juli 2022 3 Wochen (insgesamt 8) \| 8 \| Rammstein \| Zeit \| – \| \| 26. Juli 2022 – 1. August 2022 1 Woche (insgesamt 2) \| 2 \| Harry Styles \| Harry’s House \| – \| \| 2. August 2022 – 8. August 2022 1 Woche \| 1 \| Die Amigos \| Liebe siegt \| – \| \| 9. August 2022 – 22. August 2022 2 Wochen \| 2 \| Andrea Berg \| Ich würd’s wieder tun \| – \| \| 23. August 2022 – 29. August 2022 1 Woche \| 1 \| Cro \| 11:11 \| – \| \| 30. August 2022 – 5. September 2022 1 Woche \| 1 \| Giovanni Zarrella \| Per sempre \| – \| \| 6. September 2022 – 12. September 2022 1 Woche \| 1 \| Muse \| Will of the People \| – \| \| 13. September 2022 – 19. September 2022 1 Woche \| 1 \| Yungblud \| Yungblud \| – \| \| 20. September 2022 – 10. Oktober 2022 3 Wochen \| 3 \| Bonez MC & RAF Camora \| Palmen aus Plastik 3 \| – \| \| 11. Oktober 2022 – 24. Oktober 2022 2 Wochen \| 2 \| Melissa Naschenweng \| Glück \| – \| \| 25. Oktober 2022 – 31. Oktober 2022 1 Woche \| 1 \| Red Hot Chili Peppers \| Return of the Dream Canteen \| – \| \| 1. November 2022 – 14. November 2022 2 Wochen \| 2 \| Taylor Swift \| Midnights \| – \| \| 15. November 2022 – 21. November 2022 1 Woche \| 1 \| Nockis \| 40 \| – \| \| 22. November 2022 – 28. November 2022 1 Woche \| 1 \| Bruce Springsteen \| Only the Strong Survive \| – \| \| 29. November 2022 – 19. Dezember 2022 3 Wochen \| 3 \| Die Seer \| Stad \| – \| \| 20. Dezember 2022 – 26. Dezember 2022 1 Woche \| 1 \| Sido \| Paul \| – \| |                                           |                                           |                                           |                           |
| ← 2021 |                                           |                                           |                                           | → 2023 →                  |
| Zeitraum | Wo. ges.                                  | Interpret                                 | Titel                                     | Zusätzliche Informationen |
| (Zeitraum, Wochen auf Platz eins, Interpret, Titel, zusätzliche Informationen) |                                           |                                           |                                           |                           |
| 4. Januar 2022 – 10. Januar 2022 1 Woche (insgesamt 4) | 4                                         | ABBA                                      | Voyage                                    | –                         |
| 11. Januar 2022 – 17. Januar 2022 1 Woche (insgesamt 3) | 3                                         | Adele                                     | 30                                        | –                         |
| 18. Januar 2022 – 24. Januar 2022 1 Woche | 1                                         | Daniela Alfinito                          | Löwenmut                                  | –                         |
| 25. Januar 2022 – 31. Januar 2022 1 Woche | 1                                         | Wiener Philharmoniker / Daniel Barenboim  | Neujahrskonzert 2022                      | –                         |
| 1. Februar 2022 – 7. Februar 2022 1 Woche | 1                                         | Nockis                                    | Ich will dich                             | –                         |
| 8. Februar 2022 – 14. Februar 2022 1 Woche | 1                                         | Edmund                                    | Fein                                      | –                         |
| 15. Februar 2022 – 21. Februar 2022 1 Woche | 1                                         | Falco                                     | The Sound of Musik                        | –                         |
| 22. Februar 2022 – 28. Februar 2022 1 Woche | 1                                         | Katja Krasavice                           | Pussy Power                               | –                         |
| 1. März 2022 – 7. März 2022 1 Woche | 1                                         | Fantasy                                   | Lieder unseres Lebens                     | –                         |
| 8. März 2022 – 14. März 2022 1 Woche | 1                                         | Casper                                    | Alles war schön und nichts tat weh        | –                         |
| 15. März 2022 – 21. März 2022 1 Woche | 1                                         | Sabaton                                   | The War to End All Wars                   | –                         |
| 22. März 2022 – 28. März 2022 1 Woche | 1                                         | Ghost                                     | Impera                                    | –                         |
| 29. März 2022 – 4. April 2022 1 Woche | 1                                         | Semino Rossi                              | Heute hab ich Zeit für dich               | –                         |
| 5. April 2022 – 11. April 2022 1 Woche | 1                                         | Placebo                                   | Never Let Me Go                           | –                         |
| 12. April 2022 – 9. Mai 2022 4 Wochen | 4                                         | Red Hot Chili Peppers                     | Unlimited Love                            | –                         |
| 10. Mai 2022 – 30. Mai 2022 3 Wochen (insgesamt 8) | 8                                         | Rammstein                                 | Zeit                                      | –                         |
| 31. Mai 2022 – 6. Juni 2022 1 Woche (insgesamt 2) | 2                                         | Harry Styles                              | Harry’s House                             | –                         |
| 7. Juni 2022 – 20. Juni 2022 2 Wochen (insgesamt 8) | 8                                         | Rammstein                                 | Zeit                                      | –                         |
| 21. Juni 2022 – 27. Juni 2022 1 Woche | 1                                         | BTS                                       | Proof                                     | –                         |
| 29. Juni 2022 – 4. Juli 2022 1 Woche | 1                                         | Andreas Gabalier                          | Ein neuer Anfang                          | –                         |
| 5. Juli 2022 – 25. Juli 2022 3 Wochen (insgesamt 8) | 8                                         | Rammstein                                 | Zeit                                      | –                         |
| 26. Juli 2022 – 1. August 2022 1 Woche (insgesamt 2) | 2                                         | Harry Styles                              | Harry’s House                             | –                         |
| 2. August 2022 – 8. August 2022 1 Woche | 1                                         | Die Amigos                                | Liebe siegt                               | –                         |
| 9. August 2022 – 22. August 2022 2 Wochen | 2                                         | Andrea Berg                               | Ich würd’s wieder tun                     | –                         |
| 23. August 2022 – 29. August 2022 1 Woche | 1                                         | Cro                                       | 11:11                                     | –                         |
| 30. August 2022 – 5. September 2022 1 Woche | 1                                         | Giovanni Zarrella                         | Per sempre                                | –                         |
| 6. September 2022 – 12. September 2022 1 Woche | 1                                         | Muse                                      | Will of the People                        | –                         |
| 13. September 2022 – 19. September 2022 1 Woche | 1                                         | Yungblud                                  | Yungblud                                  | –                         |
| 20. September 2022 – 10. Oktober 2022 3 Wochen | 3                                         | Bonez MC & RAF Camora                     | Palmen aus Plastik 3                      | –                         |
| 11. Oktober 2022 – 24. Oktober 2022 2 Wochen | 2                                         | Melissa Naschenweng                       | Glück                                     | –                         |
| 25. Oktober 2022 – 31. Oktober 2022 1 Woche | 1                                         | Red Hot Chili Peppers                     | Return of the Dream Canteen               | –                         |
| 1. November 2022 – 14. November 2022 2 Wochen | 2                                         | Taylor Swift                              | Midnights                                 | –                         |
| 15. November 2022 – 21. November 2022 1 Woche | 1                                         | Nockis                                    | 40                                        | –                         |
| 22. November 2022 – 28. November 2022 1 Woche | 1                                         | Bruce Springsteen                         | Only the Strong Survive                   | –                         |
| 29. November 2022 – 19. Dezember 2022 3 Wochen | 3                                         | Die Seer                                  | Stad                                      | –                         |
| 20. Dezember 2022 – 26. Dezember 2022 1 Woche | 1                                         | Sido                                      | Paul                                      | –                         |

## Jahreshitparaden
Hinweis: Um die Jahrescharts noch im selben Jahr veröffentlichen zu können, werden von Ö3 bereits zwei Wochen vor Jahresende vorläufige Jahrescharts bekanntgegeben. Nach Ablauf des Jahres werden die vollständigen Jahreshitparaden veröffentlicht, auf denen auch folgende Top-10-Liste basiert.

| ← 2021 ← | Liste der Nummer-eins-Hits in Österreich | Liste der Nummer-eins-Hits in Österreich   | Liste der Nummer-eins-Hits in Österreich | 2023 →   |
| \| Singles \| Position# \| Alben \| \| ------------------------------------------------------------------------------------------------------------------------------------------------------------------------------------------------------------------- \| --------- \| ------------------------------------------ \| \| Heat Waves Glass Animals Dave Bayley \| 1 \| Zeit Rammstein \| \| Abcdefu Gayle Sara Elizabeth Davis, David Bruce Pittenger, Taylor Gayle Rutherfurd \| 2 \| Harry’s House Harry Styles \| \| As It Was Harry Styles Harry Edward Styles, Thomas Edward Percy Hull, Tyler Sam Johnson \| 3 \| Midnights Taylor Swift \| \| Beautiful Girl Luciano Gennaro Frenken, Patrick Großmann, Dennis Atuahene Opoku \| 4 \| = Ed Sheeran \| \| Shivers Ed Sheeran Edward Sheeran, Steve McCutcheon, Kal Lavelle, John McDaid \| 5 \| Rausch Helene Fischer \| \| Where Are You Now Lost Frequencies feat. Calum Scott Felix Safran De Laet, Sebastian Arman, Joacim Bo Persson, Dag Daniel Osmund Lundberg, Michael Patrick Kelly \| 6 \| Sour Olivia Rodrigo \| \| Another Love Tom Odell \| 7 \| Zukunft RAF Camora \| \| Cold Heart (Pnau Remix) Elton John & Dua Lipa Dean John Meredith, Andrew John Meecham, Elton John, Bernard J. P. Taupin, Nicholas George Littlemore, Peter Bruce Mayes, Samuel David Littlemore \| 8 \| Palmen aus Plastik 3 Bonez MC & RAF Camora \| \| Pepas Farruko Carlos Efrén Reyes Rosado, Marcos G. Pérez, Andy Bauza, Franklin Jovani Martínez, José Carlos García, Juan Manuel Gómez Roa, Víctor Alonso Cárdenas, Keriel Quiroz Sr., Axel Rafael Quezada Fulgencio \| 9 \| Glück Melissa Naschenweng \| \| Sehnsucht Miksu/Macloud & T-Low Barsky, Laurin Auth, Joshua Allery, Sizzy, Thilo Panje \| 10 \| Unerhört solide Pizzera & Jaus \| |                                          |                                            |                                          |          |
| ← 2021 |                                          |                                            |                                          | → 2023 → |
| Singles | Position#                                | Alben                                      |                                          |          |
| Heat Waves Glass Animals Dave Bayley | 1                                        | Zeit Rammstein                             |                                          |          |
| Abcdefu Gayle Sara Elizabeth Davis, David Bruce Pittenger, Taylor Gayle Rutherfurd | 2                                        | Harry’s House Harry Styles                 |                                          |          |
| As It Was Harry Styles Harry Edward Styles, Thomas Edward Percy Hull, Tyler Sam Johnson | 3                                        | Midnights Taylor Swift                     |                                          |          |
| Beautiful Girl Luciano Gennaro Frenken, Patrick Großmann, Dennis Atuahene Opoku | 4                                        | = Ed Sheeran                               |                                          |          |
| Shivers Ed Sheeran Edward Sheeran, Steve McCutcheon, Kal Lavelle, John McDaid | 5                                        | Rausch Helene Fischer                      |                                          |          |
| Where Are You Now Lost Frequencies feat. Calum Scott Felix Safran De Laet, Sebastian Arman, Joacim Bo Persson, Dag Daniel Osmund Lundberg, Michael Patrick Kelly | 6                                        | Sour Olivia Rodrigo                        |                                          |          |
| Another Love Tom Odell | 7                                        | Zukunft RAF Camora                         |                                          |          |
| Cold Heart (Pnau Remix) Elton John & Dua Lipa Dean John Meredith, Andrew John Meecham, Elton John, Bernard J. P. Taupin, Nicholas George Littlemore, Peter Bruce Mayes, Samuel David Littlemore | 8                                        | Palmen aus Plastik 3 Bonez MC & RAF Camora |                                          |          |
| Pepas Farruko Carlos Efrén Reyes Rosado, Marcos G. Pérez, Andy Bauza, Franklin Jovani Martínez, José Carlos García, Juan Manuel Gómez Roa, Víctor Alonso Cárdenas, Keriel Quiroz Sr., Axel Rafael Quezada Fulgencio | 9                                        | Glück Melissa Naschenweng                  |                                          |          |
| Sehnsucht Miksu/Macloud & T-Low Barsky, Laurin Auth, Joshua Allery, Sizzy, Thilo Panje | 10                                       | Unerhört solide Pizzera & Jaus             |                                          |          |